# Puya rusbyi
Puya rusbyi là một loài thực vật có hoa trong họ Bromeliaceae. Loài này được (Baker) Mez miêu tả khoa học đầu tiên năm 1896.
ly. It is endemic to Bolivia.